# Butriptylin
Butriptylin ist ein Arzneistoff aus der Gruppe der trizyklischen Antidepressiva. Vom Wirkmechanismus ähnelt es Amitriptylin. Es soll aber bei gleicher Dosis eine effektivere antidepressive Wirkung entfalten als Amitriptylin, ohne dabei mehr Nebenwirkungen zu haben.
Die maximale Wirkung (Tmax) entfaltet es nach 2,6 (unretardiert) bis 7,5 Stunden (retardiert). Die Plasmahalbwertszeit liegt bei 20 Stunden.